# 1636: Опера диявола
«1636: Опера диявола» (англ. 1636: The Devil's Opera) — окремий роман із серії в жанрі альтернативної історії «1632» з незначними збігами персонажів. Опублікована 1 жовтня 2013 року, книга написана Девідом Карріко та Еріком Флінтом. Це напівдетективний роман, дія якого відбувається у зростаючому індустріальному місті, і є продовженням двох серій історій, які Девід Карріко спочатку написав в електронних версіях Grantville Gazette, які були опубліковані у кількох випусках, а пізніше зібрані в компіляції «1635: Музика та вбивство», одна серія про кримінальне розслідування та боротьбу зі злочинністю та інший серіал про музику та соціальну революцію.
Роман починається з того, що новий герой знаходить тіло, яке плаває в річці, але все не так просто, як здається на перший погляд, оскільки починає траплятися все більше нерозкритих злочинів. Згодом до розслідування залучаються детективи Байрон Чіске та Ґоттільф Гох з новоствореної Магдебурзької поліції, колишньої міської варти. Вперше ці два персонажі з'являються в оповіданні «Не такий вже й сліпий», яке було опубліковане в десятому номері Grantville Gazette. Деякі зі злочинців, які беруть участь у цьому романі, також з'явилися в цих серіях.
Інша основна сюжетна лінія розповідає про музиканта Марлу Ліндер та її чоловіка Франца Сильвестра і про те, як вони використовували музику, щоб мотивувати простих людей протистояти консервативним силам, які намагалися захопити владу і повернути світ до середньовічного способу ведення справ після того, як імператор був недієздатним під час битви. Вперше ці два персонажі були представлені в оповіданні «Звуки музики», яке було опубліковане в третьому номері Grantville Gazette.

## Літературне значення та відгуки
Рецензент Booklist написав, що книга є «ще однією захоплюючою альтернативною історією від майстра жанру». Однак він попереджає читачів, що «знайомство з попередніми оповіданнями якщо не є обов'язковим, то принаймні настійно рекомендується». Рецензент для SFRevu написав: «Це пізніша книга в усталеному світі і не є найкращою точкою для входу». Марк Лардас з газети Galveston Daily News назвав це «старою поліцейською таємницею, дія якої відбувається в Німеччині XVII століття». Дві окремі рецензії були опубліковані в Midwest Book Review. Один рецензент назвав книгу «потужною та стрімкою історією», тоді як інший назвав її «захоплюючою здебільшого стриманою історією». Рецензент Fistful of Wits захоплювався «темпом і розв'язкою» роману.
«1636: Диявольська опера» ледь не потрапила до списку бестселерів у твердій обкладинці журналу Locus 2014 року, але показала себе досить добре, щоб посісти друге місце.